# Sorbus rufopilosa
Sorbus rufopilosa är en rosväxtart som beskrevs av Camillo Karl Schneider. Sorbus rufopilosa ingår i släktet oxlar, och familjen rosväxter. Utöver nominatformen finns också underarten S. r. stenophylla.